# Laprovita Vieira
 Odenir Laprovita Vieira ComMM (Vassouras, 23 de abril de 1938 — Rio de Janeiro, 24 de junho de 2020) foi um pastor da Igreja Universal do Reino de Deus e político brasileiro filiado ao Democratas (DEM). Pelo Rio de Janeiro, foi deputado federal durante dois mandatos e deputado estadual.
Foi também um personagem importante no negócio que levou à compra da RecordTV por Edir Macedo.

## Biografia
Odenir Laprovita Vieira nasceu em Vassouras (RJ) no dia 23 de abril de 1938, filho de Agenor de Sousa Vieira e de Maria Laprovita Vieira.
Foi pastor-presidente da Igreja Universal do Reino de Deus e homem de confiança do bispo Edir Macedo, principal líder da instituição religiosa, ocupou vários cargos de direção em empresas de comunicação da igreja. Em 1989, negociou a compra da atual RecordTV e da Rádio Record com Demerval Gonçalves, que representava os interesses de Silvio Santos e Paulo Machado de Carvalho, e mais tarde tornou-se também executivo do atual Grupo Record.
Iniciou sua carreira política elegendo-se deputado federal pelo Rio de Janeiro em outubro de 1990, na legenda do Partido do Movimento Democrático Brasileiro (PMDB), tendo como principal base eleitoral os fiéis evangélicos das zonas Norte e Oeste do município do Rio de Janeiro. Empossado em fevereiro de 1991, foi membro titular da Comissão de Ciência, Tecnologia, Comunicação e Informática da Câmara dos Deputados, e da comissão parlamentar de inquérito (CPI) sobre a impunidade dos traficantes e o crescimento do consumo de drogas no país.
Na sessão da Câmara dos Deputados de 29 de setembro de 1992, votou a favor da abertura de um processo de impeachment contra o presidente da República, Fernando Collor de Melo, acusado de crime de responsabilidade por ligações com um esquema de corrupção liderado pelo ex-tesoureiro de sua campanha presidencial, Paulo César Farias. Afastado da presidência após a votação na Câmara, Collor renunciou ao mandato em 29 de dezembro seguinte, pouco antes da conclusão do processo pelo Senado Federal. Em seu lugar foi efetivado o vice Itamar Franco, que vinha exercendo o cargo interinamente desde o dia 2 de outubro.
Em 1993, Laprovita foi convidado de honra no Seminário Internacional sobre Problemas Ambientais dos Centros Urbanos (Eco Urbis), realizado em São Paulo. Em 1994, depois de se desligar do PMDB e ingressar no Partido Progressista (PP), integrou a Comissão de Planos e Orçamentos Públicos e Fiscalização do Congresso Nacional.
Nas principais matérias constitucionais apresentadas na Câmara dos Deputados ao longo da legislatura 1991-1995, votou a favor da criação do Imposto Provisório sobre Movimentação Financeira (IPMF) e do Fundo Social de Emergência (FSE),  e contra o fim do voto obrigatório. Instituídos para garantir o financiamento do plano de estabilização econômica do governo federal (Plano Real), o IPMF e o FSE seriam prorrogados na legislatura posterior, sempre com o voto de Vieira.
Em 3 de outubro de 1994, foi reeleito deputado federal pelo Rio de Janeiro na legenda do PP, obtendo a maioria dos votos em sua base eleitoral junto aos fiéis da Igreja Universal do Reino de Deus. Dezesseis dias depois, no entanto, o Tribunal Regional Eleitoral do Rio de Janeiro (TRE/RJ) decidiu anular o pleito por suspeitas de fraude. Marcada uma nova eleição para novembro seguinte, Laprovita Vieira confirmou sua reeleição. Empossado em fevereiro de 1995, participou dos trabalhos legislativos como vice-líder do PP e membro titular da Comissão de Economia, Indústria e Comércio da Câmara.
Em março de 1995, Laprovita foi admitido pelo presidente Fernando Henrique Cardoso à Ordem do Mérito Militar no grau de Comendador especial.
Com a criação do Partido Progressista Brasileiro (PPB) em agosto de 1995 - resultado da fusão do PP com o Partido Progressista Reformador (PPR) - filiou-se à nova agremiação.
Nas votações das emendas constitucionais propostas pelo governo Fernando Henrique Cardoso ao longo de 1995, votou a favor da quebra do monopólio dos estados na distribuição de gás canalizado, da quebra do monopólio das embarcações nacionais na navegação de cabotagem, da mudança no conceito de empresa nacional, da quebra do monopólio estatal das telecomunicações e da  Petrobrás na exploração do petróleo.
Em janeiro de 1996, Laprovita Vieira acusou o ex-pastor Carlos Magno de Miranda de chantagear a cúpula da Igreja Universal, ao exigir 300 mil dólares para não divulgar para a TV Globo fitas em que Edir Macedo e alguns pastores apareciam contando dinheiro num templo em Nova York, passeando de iate e ensinando como “tirar” dinheiro dos fiéis. Em entrevista ao jornal O Estado de São Paulo, Laprovita declarou que, junto com outros chefes da Igreja, pretendia processar a emissora e exigir indenização pela exibição das imagens. Prometeu também entrar com processo contra a informação de que teria comprado suas empresas no Rio de Janeiro com dinheiro adquirido de “caixa dois”. Reveladas em  fins de 1995, as denúncias davam conta também de que a Igreja havia recebido um milhão de dólares de traficantes de drogas para a efetivação da compra da TV Record.
Em abril de 1996, Laprovita Vieira foi relator do projeto proposto pelo deputado Luís Moreira, também ligado à Igreja Universal, que tinha por objetivo a criação de 47 concessões gratuitas de TV a cabo. O projeto ocasionou uma disputa acirrada entre empresas, travada nos bastidores do Congresso. Laprovita Vieira apresentou ainda uma emenda transformando 29 pequenas empresas que distribuíam sinais de TV para comunidades fechadas em concessionárias plenas de TV a cabo. Ainda em 1996, exerceu o cargo de vice-líder do bloco formado pelo PPB e o Partido Liberal (PL), tornando-se novamente membro titular da Comissão de Ciência e Tecnologia, Comunicação e Informática da Câmara.
Em novembro do mesmo ano, o Tribunal Superior Eleitoral (TSE) decidiu anular a eleição de novembro de 1994 e restabelecer o resultado do pleito de outubro. Alegando falta de fundamentação nas denúncias de fraude, o tribunal deu ganho de causa aos recursos impetrados pelos candidatos prejudicados com a decisão do TRE de realizar um novo pleito. Eleito nas duas ocasiões, Laprovita Vieira não teve sua condição alterada, sendo reempossado na Câmara em fevereiro de 1997.
Ainda no mesmo mês, votou a favor da emenda da reeleição para o  presidente da República, governadores e prefeitos. Apesar de ter votado a favor do projeto, afirmou em entrevistas que o governo estava utilizando as investigações da Receita Federal sobre a Igreja Universal para tentar ganhar os votos dos deputados ligados ao bispo Edir Macedo. Laprovita Vieira negou denúncias de que a bancada da Igreja Universal negociara sem sucesso com o governo a paralisação das investigações da Receita em troca dos votos de seus deputados.
Durante a visita do papa João Paulo II ao Brasil, em outubro de 1997, Laprovita Vieira enviou um ofício ao Ministério da Cultura desejando saber o motivo pelo qual empresários estariam recebendo benefícios fiscais para dividir as despesas do governo com a visita. Segundo o deputado, o Ministério da Cultura teria privilegiado a Igreja Católica, ao considerar a visita do papa um evento cultural.
Em novembro seguinte, Laprovita faltou à votação do destaque ao projeto de reforma administrativa do Executivo federal que aprovou o fim da estabilidade no serviço público em caso de mau desempenho do servidor, ou toda vez que os gastos com pessoal fossem superiores a 60% da arrecadação do Estado.
Em outubro de 1998 candidatou-se a uma cadeira na Assembléia Legislativa do Estado do Rio de Janeiro, na legenda do PPB, sendo bem-sucedido. Em novembro do mesmo ano, votou a favor do teto de 1.200 reais para aposentadorias no setor público e do estabelecimento de idade mínima e tempo de contribuição para o setor privado, ítens que definiram a reforma da previdência. Deixando a Câmara em janeiro de 1999, ao final da legislatura, assumiu o mandato na Assembléia Legislativa em fevereiro seguinte.
Casou-se com Vera Lúcia da Silva Vieira, com quem teve dois filhos: Odenir Laprovita Vieira Júnior, falecido em 2002 e  Marcus Vinícius Vieira, atual CEO do Grupo Record.

## Morte
Morreu em 24 de julho de 2020, aos 82 anos.